# Raj i Peri
Raj i Peri (Das Paradies und die Peri, op. 50) – świeckie oratorium napisane przez Roberta Schumanna. Powstało między lutym a czerwcem 1843 roku, a premierę miało 4 grudnia 1843 roku w lipskim Gewandhausie.

## Historia powstania i koncepcja
Robert Schumann komponując Raj i Peri, sięgnął po popularny orientalizujący poemat irlandzkiego poety Thomasa Moore'a Lalla-Rookh z 1817. W 1841 roku, kiedy przyjaciel kompozytora, Emil Flechsig, przesłał mu niemiecki przekład utworu, Schumann zainteresował się nim jako materiałem na libretto. Jego napisania podjął się Pragnął je umuzycznić w formie pośredniej między operą a oratorium. W maju 1843 w liście do Carla Koßmaly'ego pisał: „W tej chwili pracuję nad dużym dziełem, największym, jakiego się do tej pory podjąłem – nie jest to opera – myślę, że to właściwie nowy gatunek dla sal koncertowych”. Jak twierdzi Stephen Johnson „W swojej koncepcji Raj i Peri niepodobny jest do niczego, co stworzono wcześniej. Elementy dodające dramatyzmu lub kolorytu są zarezerwowane dla kilku ściśle wybranych momentów. Schumann unika tu tego, co nazywał »kanarkowymi efektami« włoskiej opery epoki belcanta (Rossiniego, Belliniego i Donizettiego), a recytatyw [...] jest ograniczony do minimum – tylko jeden fragment (nr 3) jest określona w partyturze jako Recitativ, ale nawet ona szybko rozwija się, przybierając liryczny wyraz. Ogólnie rzecz ujmując, partie chóralne unika neohändlowskich kontrapunktów: zamiast tego rytmy poszczególnych głosów są zsynchronizowane tak, aby słowa były wyraźniej zrozumiałe”. Uważa on też, że formalnie utwór bardziej niż oratorium przypomina wielką orkiestrową pieśń rozpisaną na wiele głosów. 

## Streszczenie
Część I
Tytułowa Peri (jej imię oznacza rodzaj ducha z perskiej mitologii) jest dzieckiem upadłego anioła i śmiertelniczki. Próbuje uzyskać dostęp do Raju, z którego została wykluczona ze względu na swoje nieczyste pochodzenie. Szansa taka jest jej obiecana – pod warunkiem jednak, że ofiaruje niebiosom najdroższy podarek. Poszukuje go w Indiach. Tam szlachetny wojownik toczy bój z tyranem Gazną, ale ginie na polu bitwy. Peri wierzy, że ostatnia wylana przez bohatera kropla będzie właściwym podarunkiem dla nieba.
Część II
Niebiański opiekun odrzucił taki dar. Peri, płynąc Nilem, udaje się w stronę Egiptu, gdzie szaleje tymczasem epidemia. Spotyka tam chorego młodzieńca, który oddalił się do oazy, by nie zarazić ukochanej. Ona podążyła jednak za nim, by umrzeć w jego ramionach. Łączą się w śmiertelnym pocałunku, a ich ostatnie westchnienie staje się kolejnym darem Peri dla niebios.
Część III
Peri ponownie staje u bram Nieba, ale podobnie jak poprzednim razem i ten jej dar zostaje uznany za niedostateczny. Peri nie daje się jednak odwieść od swoich poszukiwań i postanawia, że w razie potrzeby przemierzy cały świat. Teraz wyrusza do Syrii. Nad brzegiem Jordanu spotyka grupę podobnych jej duchów, które dzielą jej los i również pragną dostać się do raju. W świątyni Słońca w Baalbek Peri widzi, jak stary grzesznik o budzącym strach obliczu natrafia na niewinnego, pięknego młodzieńca. Wzbrania się wyrządzić mu krzywdę, bo chłopiec pogrążony jest w modlitwie. Scena ta wzrusza starca z taką mocą, że klęka obok niego, opłakuje zło, które wyrządził i modli się razem z nim. Łzy nieskruszonego wcześniej grzesznika stają się dla Peri kluczami do raju.

## Obsada
Rola Peri, podobnie jak partia Dziewicy, przeznaczona jest na sopran. Postać Anioła i część partii narracyjnych przeznaczona jest na głos altowy, podczas gdy mezzosopran wykonuje fragmenty solowe, ale nie posiada przypisanej roli. Dwaj tenorzy są narratorami i śpiewają role Młodzieńców we wszystkich trzech częściach dzieła, baryton pojawia się jako Człowiek, bas zaś jako dyktator Gazna. Sześcioro śpiewaków-solistów wykonuje też – w różnych konfiguracjach – fragmenty przeznaczone na kwartet wokalny, któremu Schumann powierza funkcję komentowania akcji. Chór mieszany złożony z trzech do sześciu głosów pojawia się dwanaście razy, z tego pięciokrotnie wciela się w konkretne role. Orkiestra składa się z 2 fletów i piccolo, 2 obojów, 2 klarnetów, 2 fagotów, 4 waltorni, 2 trąbek, 3 puzonów (altowy, tenorowy, basowy), 1 ofiklejdy, kotłów, trójkąta, bębna wielkiego, harfy i smyczków.

## Dyskografia
Raj i Peri nagrali następujący artyści:
- Mario Rossi, Chor und Orchester des Westdeutschen Rundfunks (1959/2010), Line Music
- Henryk Czyż, Düsseldorfer Symphoniker / Chor des Städtischen Musikvereins zu Düsseldorf (1974), EMI Electrola
- Carlo Maria Giulini, Coro e Orchestra Sinfonica RAI  di Roma (1974/2007), Arts Archives
- Armin Jordan, Orchestre de la Suisse Romande / Chœur De Chambre Romand & Chœur Pro Arte de Lausanne (1991), Erato
- Giuseppe Sinopoli, Staatskapelle Dresden, Staatsopernchor Dresden (1994), Deutsche Grammophon
- Wolf-Dieter Hauschild, Rudfunk Sinfonie Orchester Leipzig / Rudfunkchor Leipzig (1996), Berlin Classics
- John Eliot Gardiner, Orchestre Revolutionnaire et Romantique / The Monteverdi Choir (1999), Archiv Produktion
- Joshard Daus, Südwestdeutsches Kammerorchester Pforzheim / EuropaChorAkademie (2002), Arte Nova
- Nikolaus Harnoncourt, Symphonieorchester & Chor des Bayerischen Rundfunks (2008), RCA
- Sylvain Cambreling, SWR Symphony Orchestra Baden-Baden und Freiburg / EuropaChorAkademie (2010), Glor Classics
- Leon Botstein, American Symphony Orchestra / Concert Chorale of New York (2011), ASO
- Sir Simon Rattle, London Symphony Orchestra / London Symphony Chorus (2015), LSO Live